# Gasterellaceae
Gasterellaceae es una familia de hongo en el orden Boletales. Contiene un solo género denominado Gasterella, el cual a su vez contiene una sola especie  Gasterella luteophila. Es propio de Estados Unidos. El género y la especie fueron descritos por los micólogos norteamericanos Sanford Myron Zeller y Leva Belle Walker en 1935; la familia la describió Zeller en 1948.